# Führer der Zerstörer

Taktisches Zeichen "Führer der Zerstörer"

Der Führer der Zerstörer (kurz F.d.Z.) war eine Dienststelle der Kriegsmarine, der seit 1939 alle Zerstörerflottillen unterstanden.

## Geschichte
Das Kommando wurde am 26. Oktober 1939 neu aufgestellt. Es entstand aus der Teilung des Befehlsbereichs des Führers der Torpedoboote, dessen Stab dem F.d.Z. unterstellt wurde. Der F.d.Z. unterstand selbst bis zum 1. August 1940 dem Befehlshaber der Aufklärungsstreitkräfte, danach unmittelbar dem Flottenkommando.
Die Zerstörer waren nur truppendienstlich dem F.d.Z. unterstellt, operativ jedoch örtlichen Seebefehlshabern oder der jeweiligen operativen Führungsstelle.
Mit Auflösung des Kommandos des Führers der Torpedoboote am 20. April 1942 wurden dem F.d.Z. auch die Torpedobootsflottillen unterstellt.
Das Kommando wurde am 29. Mai 1945 einschließlich des Stabes aufgelöst.

## Gliederung
- 1. Zerstörerflottille (im April 1940 aufgelöst, dann die Zerstörer zur 5. Zerstörerflottille)
- 2. Zerstörerflottille (im Mai 1940 aufgelöst, dann die Zerstörer zur 6. Zerstörerflottille)
- 3. Zerstörerflottille (fast vollständig vernichtet und im April 1940 aufgelöst, lediglich Z 20 zur 6. Zerstörerflottille)
- 4. Zerstörerflottille (fast vollständig vernichtet und im April 1940 aufgelöst, lediglich Z 10 zur 6. Zerstörerflottille, im Oktober 1942 neu aufgestellt)
- 5. Zerstörerflottille (im Mai 1940 aus der 1. Zerstörerflottille aufgestellt)
- 6. Zerstörerflottille (im Mai 1940 aus der 2., 3. und 4. Zerstörerflottille aufgestellt)
- 8. Zerstörerflottille (fast vollständig vernichtet und im August 1944 aufgelöst, im November 1944 neu aufgestellt)

## Führer der Zerstörer
Zwei der F.d.Z. sind im Kampf gefallen, insgesamt nahmen die Position sieben verschiedene Offiziere wahr.
| Name                                              | Beginn           | Ende                  | Bemerkung                                                        |
| ------------------------------------------------- | ---------------- | --------------------- | ---------------------------------------------------------------- |
| Kapitän zur See/Kommodore Friedrich Bonte         | 26. Oktober 1939 | 10. April 1940 (†)    |                                                                  |
| Kapitän zur See Erich Bey                         | 10. April 1940   | 14. April 1940        | in Vertretung                                                    |
| Korvettenkapitän Alfred Schemmel                  | 16. April 1940   | 13. Mai 1940          | Als Kommandant von Z 16 mit Wahrnehmung der Geschäfte beauftragt |
| Kapitän zur See/Kommodore/Konteradmiral Erich Bey | 14. Mai 1940     | 26. Dezember 1943 (†) |                                                                  |
| Kapitän zur See Max-Eckart Wolff                  | 1. November 1943 | 15. Januar 1944       | in Vertretung                                                    |
| Kapitän zur See Theodor Freiherr von Mauchenheim  | 16. Januar 1944  | 23. Februar 1944      | in Vertretung                                                    |
| Konteradmiral/Vizeadmiral Leo Kreisch             | 24. Februar 1944 | 29. Mai 1945          |                                                                  |
| Fregattenkapitän Martin Saltzwedel                | 27. August 1944  | 21. September 1944    | in Vertretung                                                    |

### Chefs des Stabes (Auswahl)
- Kapitän zur See Theodor Freiherr von Mauchenheim: von März 1943 bis Februar 1944, zeitweise in Vertretung Führer der Zerstörer
- Kapitän zur See Martin Saltzwedel: von März 1944 bis zur Auflösung, zeitweise in Vertretung Führer der Zerstörer

### 1. Admiralstabsoffiziere
- Korvettenkapitän (postum Fregattenkapitän) Rudolf Heyke: von November 1939 bis April 1940 (†)
- Fregattenkapitän Gottfried Pönitz: von Mai 1940 bis November 1940
- Korvettenkapitän/Fregattenkapitän Hubert Freiherr von Wangenheim: von November 1940 bis September 1940
- Korvettenkapitän Günter Schultz: Oktober/November 1941 als 2. Admiralstabsoffizier mit der Wahrnehmung der Geschäfte beauftragt
- Korvettenkapitän Günter Schultz: von Dezember 1941 bis Juli 1942
- Fregattenkapitän Theodor Freiherr von Mauchenheim: von August 1942 bis September 1943, anschließend Chef des Stabes des Führers der Zerstörer
- Korvettenkapitän August Hoepner: von September 1943 bis September 1944
- Kapitänleutnant Walter Lüdde-Neurath: von Juni 1944 bis September 1944 in Vertretung
- Kapitänleutnant Hasso Eichel: von September 1944 bis zur Auflösung

### 2. Admiralstabsoffiziere
- Korvettenkapitän Heinrich Gerlach: von November 1939 bis November 1940
- Korvettenkapitän Günter Schultz: von Dezember 1940 bis November 1941, später 1. Admiralstabsoffizier
- Kapitänleutnant/Korvettenkapitän Karl Hetz: von Dezember 1941 bis Mai 1943
- Kapitänleutnant Franz Kohlauf: Mai/Juni 1943
- unbekannt
- Kapitänleutnant Winfried Mende: von April 1944 bis zur Auflösung

### 3. Admiralstabsoffiziere
- unbekannt
- Kapitänleutnant Franz Kohlauf: April 1942 bis April 1943, anschließend 2. Admiralstabsoffizier
- Kapitänleutnant August Hoepner: von April 1943 bis September 1943, anschließend 1. Admiralstabsoffizier
- Kapitänleutnant Robert Hering: von September 1943 bis Oktober 1944
- Oberleutnant zur See/Kapitänleutnant Helmut Meyer-Abich: von Oktober 1944 bis Kriegsende

### 4. Admiralstabsoffiziere
- unbekannt
- Kapitänleutnant (MN) Kurt König: November 1944
- Kapitänleutnant Roderich Napp: von November 1944 bis Kriegsende